# مت‌ورکس

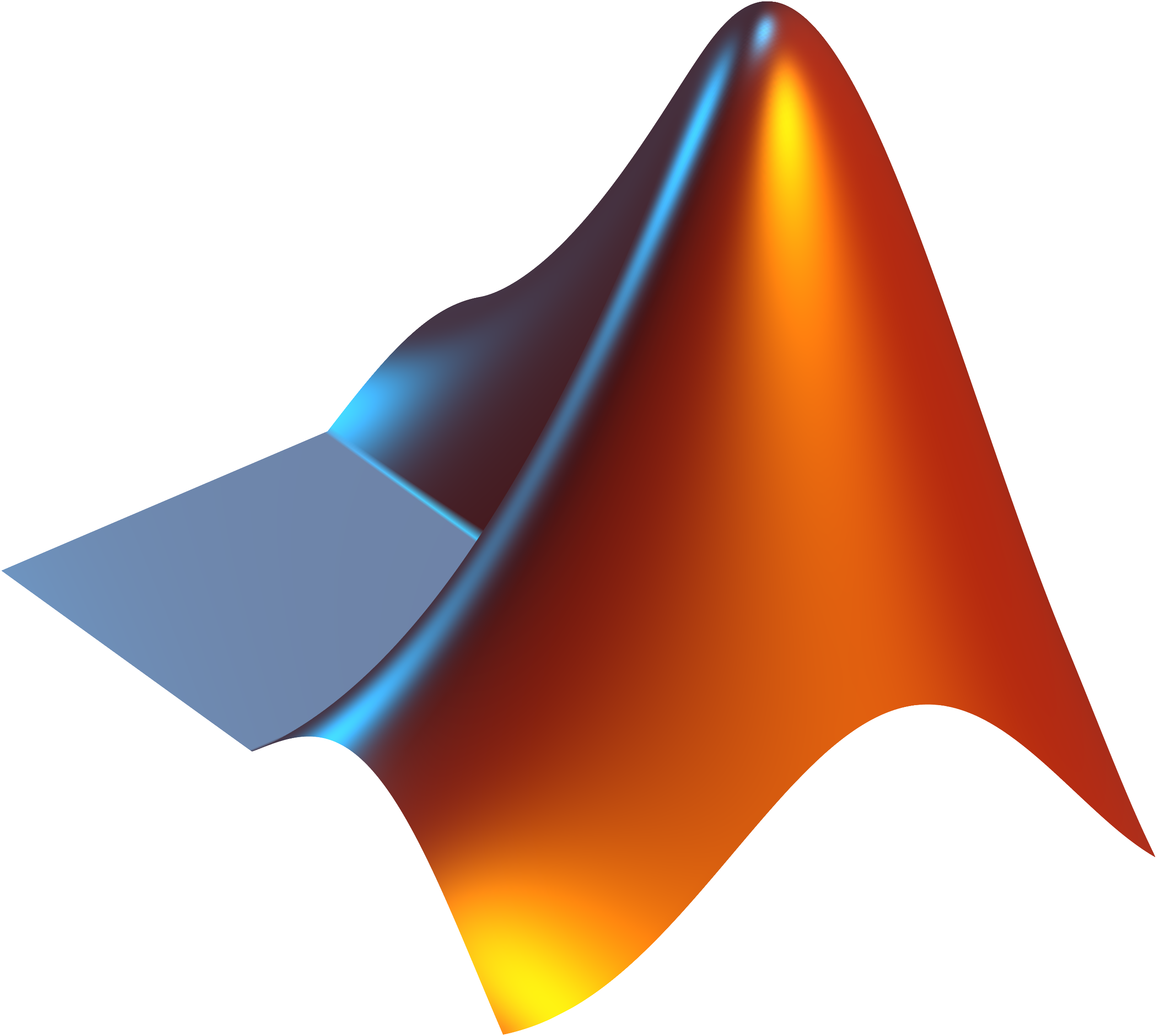

شرکت مت‌ورکس (به انگلیسی: .The MathWorks, Inc) یک شرکت خصوصی چند ملیتی است که در زمینهٔ نرم‌افزار محاسباتی کامپیوتر کار می‌کند. محصولات اصلی این شرکت متلب و سیمولینک می‌باشد. این شرکت در سال ۱۹۸۴ بنیان نهاده شد و دفتر مرکزی این شرکت در شهر ناتیک، ماساچوست آمریکا قرار دارد.
بنا بر گزارش‌های رسمی ارائه شده در سایت این شرکت؛ مت‌ورکس بیش از ۵۰۰۰ نفر کارمند دارد که ۳۰٪ آنها در شعب خارج از آمریکا مشغول به کار هستند. این شرکت از بدو تأسیس تاکنون، هر سال سود دهی داشته و درآمد سالانه آن در سال ۲۰۱۶ بالغ بر ۸۵۰ میلیون دلار بوده‌است.

## لگوی شرکت
لگوی شرکت از معادله موج استخراج شده‌است.